# Страна приливов (фильм)
«Страна́ прили́вов» (англ. Tideland) — художественный фильм режиссёра Терри Гиллиама, экранизация одноимённого романа американского писателя Митча Каллина.
Съёмки «Страны приливов» стартовали 27 сентября 2004 года в Саскачеване, Канада, и продолжались до 1 декабря, во время творческого отпуска, который Терри Гиллиам взял при работе над «Братьями Гримм». Премьера фильма состоялась на кинофестивале в Торонто в сентябре 2005 года, фильм был неоднозначно воспринят и критикой и зрителями из-за смелых сцен на грани педо- и некрофилии.

## Сюжет
Одиннадцатилетняя девочка Джелиза-Роуз живёт вместе с полусумасшедшими родителями-наркоманами, отец принимает героин, а мать — метадон. Однако Джелиза-Роуз чувствует себя абсолютно нормально в этой маргинальной обстановке. С детской наивностью она приготавливает отцу героин, помогает ему делать инъекцию, отправляя его «на каникулы». Вскоре мать умирает, после очередной дозы. Сначала отец решает сжечь её тело, завернув его в простыню, наподобие викингского обряда, но девочка призывает его к рассудку, и они спешно покидают квартиру.
Джелиза-Роуз вместе с отцом направляются в места, где он вырос. Они приезжают в пустынное место, где кроме дома с облезлыми стенами и жёлтых полей ничего нет. Отец приводит девочку в старый заброшенный дом, исписанный вандалами и полный мусора. Там он быстро находит себе кресло-качалку и, вколов дозу, навсегда отправляется в очередное «путешествие». Девочка продолжает общаться с мёртвым телом отца, не понимая, что он мёртв, наряжая его в женский парик и делая макияж. Джелиза не скучает — у неё есть четыре кукольных головы, с которыми она разговаривает, дом, где она ловит белок, бескрайние поля, в которых она знакомится с жутковатой соседкой-ведьмой и её слабоумным братом, имеющим страшные шрамы на всей длине головы, мечтающим убить огромную акулу, за которую он принимает скорый поезд, проходящий дважды в сутки.
Соседка Делл ведет себя как сумасшедшая, много времени она проводит за таксидермией — созданием чучел животных, которыми полон весь её дом.
Джелиза-Роуз следит за Дэлл и выясняет, что за товары, которые ей привозит парень из города, она платит своим телом. Девочка застает их за этим занятием, роняет одно из чучел и в испуге бежит домой. С тех пор у неё появляется навязчивая идея — увидеть «секрет» Диккенса, брата Дэлл с ограниченными возможностями здоровья.
Дэлл навещает Джелизу, вместе с Диккенсом она превращает мертвого отца девочки в мумию. Втроем они убираются во всём доме, красят стены в белый цвет и затем устраивают «семейный» ужин, перед которым Дэлл молится и называет себя «хранителем молчаливых душ». За столом находятся Дэлл, Диккенс, Джелиза и её мумия-отец. После ужина Дэлл и её брат возвращаются к себе домой, оставляя девочку одну.
Спустя время Джелиза обнаруживает у себя в доме Диккенса, который в парике, который девочка надевала ранее на отца, раскачивается на кресле-качалке, где и умер её отец. Они заговаривают, и Диккенс рассказывает, что раньше в этом доме жила старуха — бабушка Джелизы — и что она целовала Диккенса в детстве. Он называет её «милой целовательницей». Диккенс всё больше привлекает Джелизу как парень. Она тоже хочет быть милой целовательницей. Они по-детски целуются. Диккенсу около 25 лет, но из-за операций по причине эпилепсии его разум повредился и остановился на детском уровне.
Джелизе-Роуз очень сильно хочется увидеть «секрет» Диккенса, и, наряжаясь в свадебное платье, она приходит к нему домой. В небольшом домике, служащем для таксидермии, Джелиза находит Диккенса. Она хочет быть его женой и вечно его любить. Диккенс отводит её в свою комнату, обещая показать свой «секрет», предупреждая её по дороге быть осторожной, так как в доме находится его мать. В комнате Диккенс показывает секрет — это динамит, спрятанный у него под кроватью. Диккенс хочет, когда состарится, устроить конец света и обязательно победить акулу, ведь он — смелый капитан подводной лодки «Лизы». Он говорит, что тогда все будут считать его героем. В то же время Джелиза говорит, что будет с ним вечно. Она лежит на кровати, Диккенс хочет приблизиться к ней и накрывает её своим телом. Внезапно он падает, в соседней комнате раздается звон, там — мумия матери Диккенса. В этой комнате установлен алтарь матери, там Джелиза находит фотографии отца и Дэлл: оказывается, они были знакомы в молодости, и даже были близки.
В комнату врывается Дэлл, она набрасывается на Джелизу, у Диккенса от истерики происходит эпилептический припадок. Он в судороге бьётся на полу. В результате борьбы Дэлл и Джелизы разрушается мумия её матери. Джелиза сбегает, а Дэлл жалеет мумию, как только что потерянную мать. В это время Диккенс продолжает биться в припадке на полу.
Фильм оканчивается огромным взрывом, ударная волна которого разбивает стёкла в доме Джелизы. Это значит, что Диккенс убил акулу. Девочка идёт на свет от огня и находит разбившийся поезд. Вокруг раненые люди, одна из пассажирок поезда обращает на неё внимание. Недалеко от них Дэлл в истерике ищет Диккенса, но он не отзывается. Женщина, пригревшая Джелизу, обещает позаботиться о ней.

## В ролях
| Актёр           | Роль               |
| --------------- | ------------------ |
| Джодель Фёрланд | Джелиза-Роза       |
| Брендан Флетчер | Диккенс            |
| Джанет Мактир   | Делл               |
| Джефф Бриджес   | Ной                |
| Дженнифер Тилли | Королева Гунхильда |

## Награды и номинации
Фильм удостоен премии ФИПРЕССИ на международном кинофестивале в Сан-Себастьяне. Награда досталась фильму вопреки мнению большинства аккредитованных журналистов, выступивших резко против картины Гиллиама.
Шесть номинаций на национальную канадскую кинопремию «Джини» за 2006 год, в том числе в категории «лучшая актриса» для Джодель Фёрланд.